# Ян Крекелс
Ян Крекелс (нід. Jan Krekels, 26 серпня 1947) — нідерландський велогонщик.
Олімпійський чемпіон 1968 року в роздільній командній гонці.